# Electromagnetismo relativista
El electromagnetismo relativista es un fenómeno físico explicado en la teoría del campo electromagnético debido a la ley de Coulomb y a las transformaciones de Lorentz.

## Electromecánica
Después de que Maxwell propusiera el modelo de ecuación diferencial del campo electromagnético en 1873, el mecanismo de acción de los campos fue cuestionado, por ejemplo en la clase magistral de Kelvin celebrada en la Universidad Johns Hopkins en 1884 y conmemorada un siglo después.
El requisito de que las ecuaciones permanecieran consistentes cuando se ven  desde varios observadores en movimiento condujo a la relatividad especial, una teoría geométrica del 4-espacio donde la intermediación es por luz y radiación. La geometría del espacio-tiempo proporciona un contexto para la descripción técnica de la tecnología eléctrica, especialmente de los generadores, los motores y la iluminación en un principio. La fuerza de Coulomb fue generalizada a la fuerza de Lorentz. Por ejemplo, con este modelo de líneas de transmisión y redes eléctricas se exploró la comunicación por radiofrecuencia.
Un esfuerzo por montar una electromecánica completa sobre una base relativista se ve en el trabajo de Leigh Page, desde el esbozo del proyecto en 1912 hasta su libro de texto Electrodinámica (1940). Se examina la interacción (de acuerdo con las ecuaciones diferenciales) del campo eléctrico y magnético visto a través de observadores en movimiento. La densidad de carga en la electrostática se convierte en la densidad de carga apropiada y genera un campo magnético para un observador en movimiento.
En los años sesenta, después del libro de texto de Richard Feynman, se produjo un resurgimiento del interés por este método de educación y formación de ingenieros eléctricos y electrónicos, y se popularizó el libro de Rosser Classical Electromagnetism via Relativity, al igual que el tratamiento de Anthony French en su libro de texto, que ilustraba en forma de diagramas la densidad de carga adecuada. 

## Principio
La interrogante de cómo se ve un campo eléctrico en un marco de referencia inercial en diferentes marcos de referencia que se mueven con respecto al primero es crucial para entender los campos creados por fuentes móviles. En el caso especial, las fuentes que crean el campo están en reposo con respecto a uno de los marcos de referencia. Dado el campo eléctrico en el marco donde las fuentes están en reposo, uno puede preguntarse: ¿cuál es el campo eléctrico en algún otro marco? Conocer el campo eléctrico en algún punto (en el espacio y en el tiempo) en el marco de reposo de las fuentes, y conocer la velocidad relativa de los dos marcos proporcionó toda la información necesaria para calcular el campo eléctrico en el mismo punto en el otro marco. En otras palabras, el campo eléctrico en el otro marco no depende de la distribución particular de las cargas de la fuente, sólo del valor local del campo eléctrico en el primer marco en ese punto. Así, el campo eléctrico es una representación completa de la influencia de las cargas lejanas.
Alternativamente, los tratamientos introductorios del magnetismo introducen la ley Biot-Savart, que describe el campo magnético asociado con una corriente eléctrica. Un observador en reposo con respecto a un sistema de cargas estáticas y libres no verá ningún campo magnético. Sin embargo, un observador en movimiento que observa el mismo conjunto de cargas percibe una corriente, y por lo tanto un campo magnético. Es decir, el campo magnético es simplemente el campo eléctrico, como se ve en un sistema de coordenadas en movimiento.